# Jack Garfein
Jakob Garfein, detto Jack (Mukačevo, 2 luglio 1930 – New York, 30 dicembre 2019), è stato un regista, sceneggiatore e insegnante statunitense.

## Biografia

### L'Olocausto
Nato da una famiglia ebrea a Mukačevo, durante l'ascesa del nazismo, il padre di Garfein organizzò un movimento di resistenza, ma nel 1942 fu sorpreso mentre cercava di fuggire in Palestina e deportato ad Auschwitz. Nel 1943, Garfein fu portato di nascosto in Ungheria con sua madre e sua sorella minore, Hadi, dove si nascosero con i parenti fino alla loro deportazione ad Auschwitz nel 1944. Tutta la sua famiglia fu uccisa durante l'Olocausto, mentre lui riuscì a sopravvivere a 11 campi di concentramento. Finita la guerra, fu liberato dall'esercito britannico nel campo di Bergen-Belsen e mandato in un orfanotrofio a Malmö. Nel 1946, un funzionario dell'ambasciata americana in visita all'orfanotrofio, offrì a Garfein la possibilità di immigrare negli Stati Uniti, dove si unì a suo zio che viveva a New York: una volta lì, ottenne una borsa di studio nel 1947 per studiare al Dramatic Workshop presso la New School.

### Carriera professionale
Garfein ha preso lezioni di recitazione con l'influente regista tedesco Erwin Piscator, e tra i suoi compagni di classe c'erano Walter Matthau, Tony Curtis e Rod Steiger. Incoraggiato da Piscator e Lee Strasberg, si unì all'American Theatre Wing per studiare regia con Strasberg, studiando anche all'Actors Studio. Dopo la laurea all'età di 20 anni, è stato assunto dalla NBC per dirigere segmenti drammatici di 15 minuti in televisione.
Garfein è diventato il primo regista teatrale a ottenere l'appartenenza all'Actors Studio, ampliando l'influenza del Method Acting a Hollywood con la fondazione nel 1966 di Actors Studio West, insieme a Paul Newman. È stato insegnante di attori come Sissy Spacek, Ron Perlman, Irène Jacob, e Laetitia Casta.
Da sopravvissuto all'Olocausto, rimase scioccato dalla segregazione al suo arrivo negli Stati Uniti e ha combattuto per il diritto che gli attori afroamericani fossero presenti nei suoi film, comportamento che compromise la sua carriera artistica, rendendolo inviso a personalità influenti di Hollywood come il produttore Sam Spiegel.

### Vita privata
All'Actors Studio conobbe Carroll Baker, protagonista del suo film più celebre Momento selvaggio e madre dei suoi due figli: Blanche, attrice, e Herschel, compositore.
Garfein è morto il 30 dicembre 2019 in un ospedale di Manhattan dopo una lunga battaglia contro una leucemia.

## Filmografia

### Cinema
- Un uomo sbagliato (The Strange One) (1957)
- Momento selvaggio (Something Wild) (1961)

### Televisione
- The Marriage – serie TV (1954)
- Windows – serie TV, 1 episodio (1955)

## Teatro
- End as a Man, di Calder Willingham, Theatre de Lys, New York (1953)
- Girls of Summer, di N. Richard Nash, Longacre Theatre, New York (1956)
- The Sin of Pat Muldoon, di John McLiam, Cort Theatre, New York (1957)
- The Shadow of a Gunman, di Seán O'Casey, Bijou Theatre, New York (1958)
- The Price, di Arthur Miller, Playhouse Theatre, New York (1979)
- L'orologio americano (The American Clock), di Arthur Miller, Biltmore Theatre, New York (1980)